# Julius Nyerere nemzetközi repülőtér
A Julius Nyerere nemzetközi repülőtér Tanzánia legnagyobb nemzetközi repülőtere. Éves utasforgalma 2 385 456 fő (2017).

## Története
Tanzánia első elnökéről, Mwalimu Julius K. Nyereréről nevezték el.

## Légitársaságok és célállomások
- Air Comores International (Moroni)
- Air India (Mumbai)
- Air Malawi (Blantyre, Lilongwe)
- Air Tanzania (Comore-szigetek, Entebbe/Kampala, Johannesburg, Kilimanjaro, Mwanza, Mtwara, Zanzibár)
- Air Zimbabwe (Harare, Nairobi)
- British Airways (London-Heathrow)
- Comores Air Services (Hahaya)
- Emirates (Dubaj)
- Ethiopian Airlines (Addisz-Abeba)
- Kenya Airways (Nairobi, Mombasa)
- KLM Royal Dutch Airlines (Amszterdam)
- Linhas Aéreas de Moçambique (Maputo, Pemba)
- Precision Air (Bukoba, Kigoma, Kilimanjaro, Mombasa, Musoma, Mwanza, Nairobi, Shinyanga, Tabora, Zanzibár)
- Qatar Airways (Doha)
- SafarAir Cargo
- South African Airways (Johannesburg)
- Swiss International Air Lines (Zürich)
- Yemenia (Sana'a)
- Zambian Airways (Lusaka)
- ZanAir (Zanzibár)

## Forgalom
Az utasforgalom az elmúlt években az alábbi módon változott:
| Utasok száma | 586 325 | 652 002 | 822 398 | 1 249 419 | 1 542 778 | 1 556 410 | 2 088 282 | 2 496 394 | 2 385 456 | 2 472 885 |
|              | 1999    | 2001    | 2003    | 2006      | 2008      | 2010      | 2012      | 2015      | 2017      | 2019      |